# Europees kampioenschap zeilwagenrijden 1972
Het Europees kampioenschap zeilwagenrijden 1972 was een door de Internationale Vereniging voor Zeilwagensport (FISLY) georganiseerd kampioenschap voor zeilwagenracers. De 10e editie van het Europees kampioenschap vond plaats in het Belgische Oostduinkerke. 

## Uitslagen
| klasse   | Goud              | Zilver              | Brons          |
| -------- | ----------------- | ------------------- | -------------- |
| Klasse 1 | Uwe Schröder      | Bertrand Deflandre  | Hans Lindemann |
| Klasse 2 | Pierre Nyssens    | Jean-Jacques Sensey | Christian Nau  |
| Klasse 3 | Alain Houtsaegher | Jan Leye            | W. Loones      |
| Dames    | Helga Junge       | Catherine Alotaux   | Brigitte Lange |

1963 ·
1964 ·
1965 ·
1966 ·
1967 ·
1968 ·
1969 ·
1970 ·
1971 ·
1972 ·
1973 ·
1974 ·
1975 ·
1976 ·
1977 ·
1978 ·
1979 ·
1980 ·
1981 ·
1982 ·
1983 ·
1984 ·
1985 ·
1986 ·
1987 ·
1988 ·
1989 ·
1990 ·
1991 ·
1992 ·
1993 ·
1994 ·
1995 ·
1996 ·
1997 ·
1998 ·
1999 ·
2000 ·
2001 ·
2002 ·
2003 ·
2004 ·
2005 ·
2006 ·
2007 ·
2009 ·
2010 ·
2011 ·
2013 ·
2015 ·
2016 ·
2017 ·
2019 ·
2020 ·